# Villa Amalia (Paris)
Pour les articles homonymes, voir Villa Amalia (homonymie) et Amalia.
La villa Amalia est une voie du 19e arrondissement de Paris, en France.

## Situation et accès

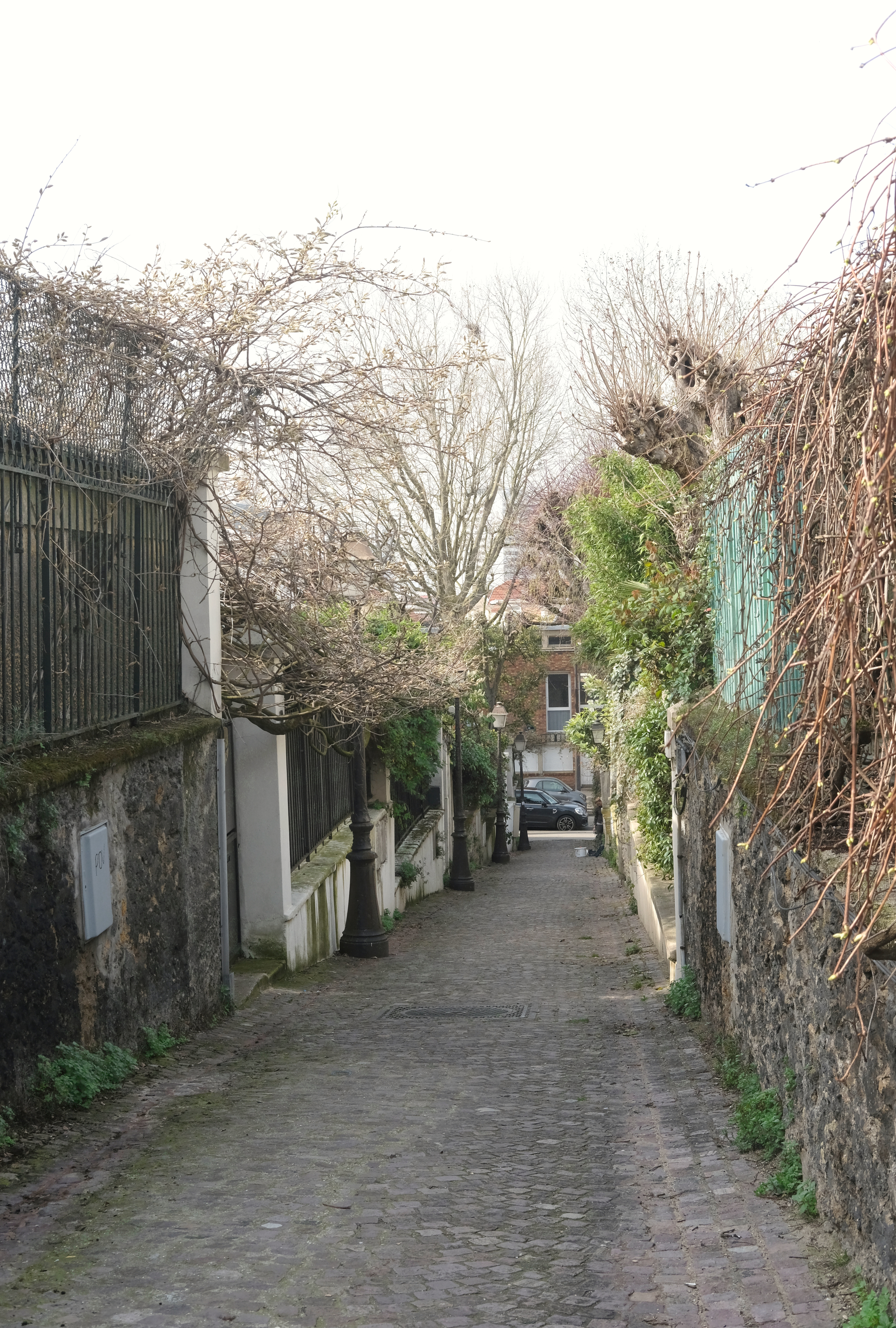
La Villa Amalia vue depuis la rue de la Liberté.

La villa Amalia est une voie privée située dans le 19e arrondissement de Paris. Elle débute au 36, rue du Général-Brunet et se termine au 11, rue de la Liberté.

## Origine du nom
Elle porte le prénom de la fille de M. Ravel, propriétaire des terrains sur lesquels cette voie a été créée.

## Historique
Cette voie est ouverte en 1892 sous le nom de « villa des Acacias ».